# Дерево (фильм, 2014)
Дерево (словен. Drevo) — словенский драматический фильм, снятый Соней Просенц. Премьера ленты состоялась 7 июля 2014 года на кинофестивале в Карловых Варах. Фильм был выдвинут Словенией на премию «Оскар-2016» в номинации «лучший фильм на иностранном языке».

## Сюжет
Одна история с тремя главами. В трёх главах сюжет фильма рассказывается глазами двух братьев и их матери Милены, поскольку они являются свидетелями трагической ситуации, которая выпадает на долю семьи в результате несчастного случая. Два сына, подросток Алек и его младший брат не могут покинуть свой дом, единственное место, где они чувствуют себя в безопасности. Однако через некоторое время их убежище становится тюрьмой для мальчиков.